# 羅應祺
羅應祺，JP（1965年10月4日—），香港公務員，現於環境及生態局環境科出任副秘書長，曾擔任葵青民政事務專員。羅在民政事務專員任期內曾於2016年香港立法會選舉中擔任新界西選區選舉主任，協助選舉管理委員會推行政治审查制度，並在2016年裁定陳浩天的提名無效，立下香港歷史上首次有參選人因政治審查而被褫奪參選權的案例。
羅應祺於1993年加入香港政府擔任政務主任並曾在多個部門任職。羅在保安局工作時專責出入境事務，曾在立法會上為港府在周勇军事件上首次將外國抵港人士移送中國辯護，亦曾力陳港府沒有為香港中聯辦放寬出入境簽證條件。及後，羅被委派擔任葵青民政事務專員超過七年，再先後被調任至創新及科技局及環境及生態局環境科。

## 早年生活
羅應祺生於1965年10月4日，他在香港大學完成社会科学学士學位，並在卑詩大學取得工商管理碩士，亦完成曼彻斯特大学的英國法律專業共同試課程。

## 公務員生涯

### 生涯初期

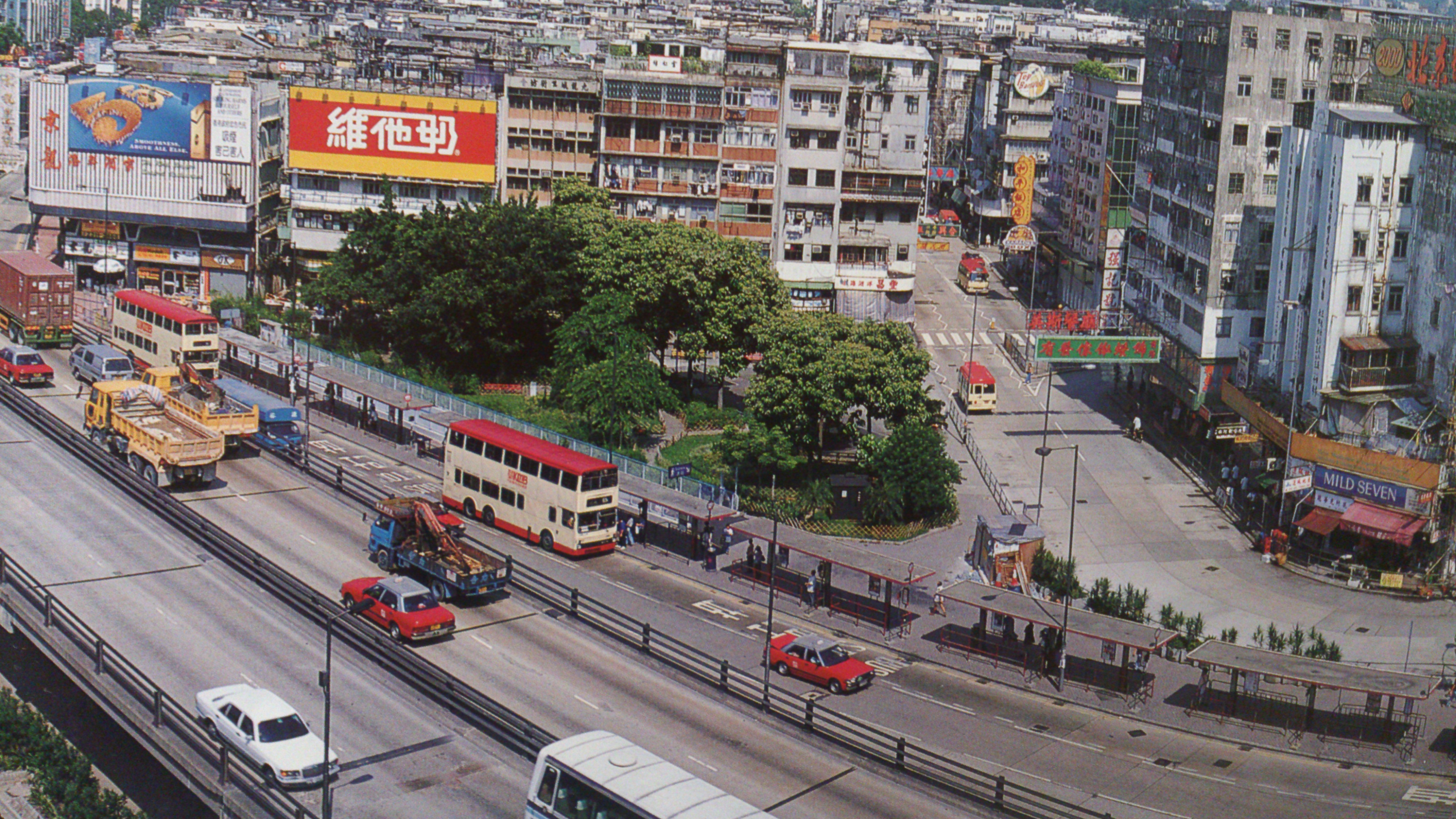
羅應祺加入香港政府後首個職位為九龍城民政主任

羅應祺在1993年9月加入香港政府擔任政務主任，隨即被調派至政務總署的九龍城政務處任職。在1995年1月，羅轉為至規劃環境地政科擔任助理規劃環境地政司。他在1996年8月至12月暫時離開香港前往海外進修。回港後，他被派至經濟科擔任助理經濟司。1997年香港主權由英國移交至中國時，他由經濟科過渡至經濟局，並在1998年6月起出任負責新香港國際機場啟用事宜的助理局長一職，同時亦在任內升任為高級政務主任。
羅在2000年代中期再獲升任為首長級丙級政務官，並獲派在財經事務局出任首席助理局長，專責退休計劃及保險的政策制定，他在任內負責制定的政策包括勞工及汽車保險涵蓋恐怖活動。2002年政治委任制度實施後，他繼續以首席助理秘書長身份在財經事務及庫務局效力，職責改為負責廣泛財經事務，負責的項目包括修訂公司條例等，同時並繼續涉獵保險政策範疇，當中包括負責汽車保險第三者風險改革等事宜。與此同時，他當時亦為2004年香港地鐵縱火案中救火英雄季詩傑的上司，曾向馬時亨為季解釋縱火案中季涉嫌遲到的疑團。

### 保安局
自2006年起，羅應祺調任至保安局，職級維持為首席助理秘書長，專責出入境事務及中港保安事務等。同時，他亦負責監察政府及非政府组织的合作項目，當中包括香港工聯會在广州市設立的支援中心等。他任內處理的事件包括雙非問題、優秀人才入境計劃檢討
、黑市勞工市場復甦及濫用酷刑聲請等，其中更與衛生福利及食物局副秘書長聶德權一同宣佈中国内地孕婦來港分娩必須提交預約文件方可入境。
曾參與六四事件的北京高校学生自治联合会主席周勇军在2008年9月於香港港澳碼頭入境時被截查，隨後被遣返至中国内地。事件引來泛民主派議員在立法會保安事務委員會上質詢，質疑香港政府沒有遣返周至居住地美国或出發地马来西亚屬濫權行為。何俊仁指出此是港府首次將到港人士移送中國大陸，更質疑涉及中國公安机关跨境執法。羅及入境事務處副處長陳國基在立法會上強調政府按照原有準則處理，因周持有假护照而將他遣返至調查所得的原居地中国内地。
羅在任內的出入境簽證制度及政策常受朝野內外質疑。泛民主派曾在2009年3月在立法會引述多份報章指出香港中聯辦可繞過正常申請程序為中聯辦官員的子女申請在港定居，羅表明事件完全沒有事實根據。另外，工聯會立法會議員王國興在2009年12月時斥責羅作為港人內地配偶多次訪港簽證政策的負責官員，在政策即將實施前仍沒有提供的申請資格及審批準則等資料，令人無所適從。

### 葵青民政事務專員

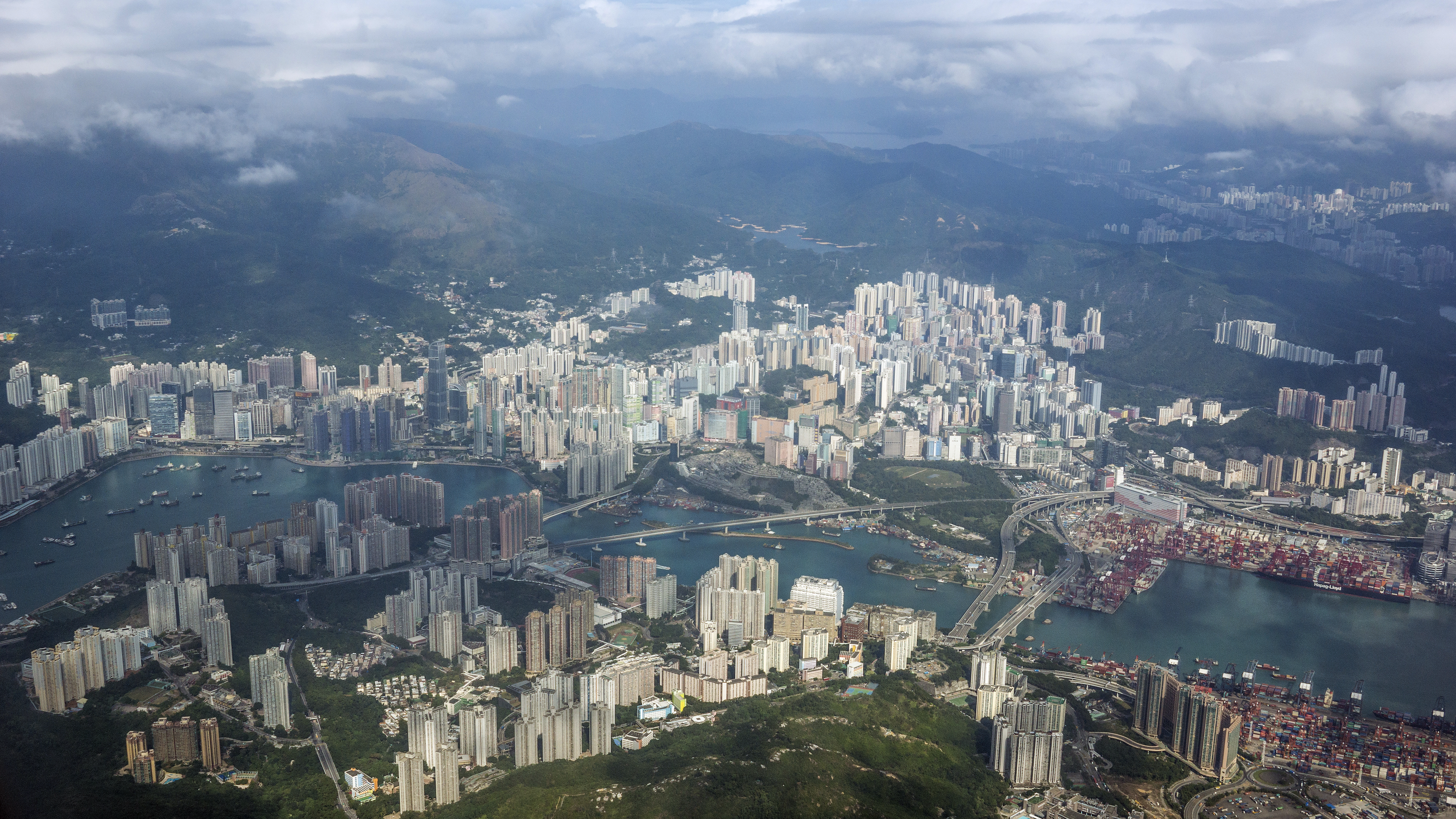
2017年11月的葵青區全貌，羅應祺時時任葵青民政事務專員

羅應祺在2010年8月23日起出任葵青民政事務專員，並獲委任為官守太平紳士，取代已連續11年擔任該職位的周守信。作為政府在葵青區的代表，羅經常探訪區內民居和學校、擔任區內活動主禮嘉賓及招待到訪區內的主要官員等。除了政府實施的地區項目外，羅在任內亦積極在區內舉辦不少文娛康樂的活動，甚至多次與體育會籌辦長跑比賽。
民政事務專員的角色為政府與地區人士的溝通橋樑，然而羅卻不怕於與區內的泛民主派磨擦。在2013年，長亨選區的民主黨區議員林立志辦事處開幕，羅應邀出席並致辭，致辭內他指責林在建制派佔多數的區議會討論反對佔領中環時，引用马丁·路德·金的講道拉布超過四小時並不恰當。羅引用昂山素姬的名言指泛民主派要學懂妥協作致辭收結，引來民主黨多人不滿。

#### 社區重點項目計劃
雖然調派至地區後的羅大幅減少出席立法會會議的次數，但作為葵青民政事務處的首長，他在2014年數次出席立法會會議為葵青區的社區重點項目計劃提供資料及解釋。由於立法會會議因泛民主派不滿該年度的財政預算案而拉布，以致項目由1月拖延至暑假前才表決。雖然項目總花費近一億港元，但各派議員均信任羅而在簡介及問答後不給時間他就議案補充，項目繼而直接表決並一致通過。
葵青區的社區重點項目計劃在2015年中花費63萬港元宣傳費推出Facebook專頁「攜青」，頁面的讚好數目在啟用數日後隨即急升，甚至一度超越香港政府新聞網。不過，當中的讚好的用戶被揭發大部分來自臺灣和印度尼西亚等東南亞地區，惹來林立志等區議員質疑涉及偽造數據，而且昂貴頁面內容亦未能有效針對項目目標。羅親自在香港電台節目上否認偽造數據的指控，並答應會調查事件，以及回應林的訴求公開服務條款以釋公眾疑慮。最終，攜青在頁面上解釋宣傳費用的用途及目的，並指出Facebook屬社交媒體故有外地人士參與不足為奇。

#### 2016年香港立法會參選確認書風波
在2016年香港立法會選舉中，作為葵青民政事務專員的羅被委任為新界西選區的選舉主任。選舉管理委員會在是次選舉上首次推行政治审查制度，除要求參選人簽署擁護香港基本法的確認書外，選舉主任亦會查問參選人的政治立場以確認選舉資格，引發參選確認書風波。羅在2016年7月25日向陳浩天發信要求回覆他對香港獨立運動的立場，亦在7月29日向中出羊子發出同類電郵。在非建制派重重壓力下，羅在7月30日以「效忠聲明僅政治操作」等原因為由正式褫奪陳浩天的參選資格，以及在8月1日以「推動香港獨立」等原因為由褫奪中出羊子的參選資格。其中，羅對陳的決定更是香港歷史上首次有人因為政治审查制度而被褫奪選舉資格。羅等選舉主任的做法引來本土派人士的反響，網上有不少對羅的留言恐嚇及辱罵，而葵青民政事務處亦因而收到詛咒他及其家人的信件。及後，陳浩天向高等法院原訟法庭對羅取消他參選資格的決定提出選舉呈請，法官區慶祥在2018年2月裁定選舉主任有權按參選人的政治立場決定參選資格，以及羅的決定並沒有違反相關規定及權力。
2016年香港立法會褫奪參選資格的爭議告一段落後，延任已久的羅在2018年5月27日低調地卸任葵青民政事務專員，轉為在創新及科技局擔任首席助理秘書長，而香港政府在同年6月中才宣佈由鄭健接替專員一職。

### 重返政總
羅應祺在2018年5月下旬起於創新及科技局擔任首席助理秘書長，主理智慧城市辦公室，及後升任副秘書長並負責創新及科技基金等項目。然而，在創科局供職的羅仍然受葵青民政事務專員任內發生的事件影響。

#### 選舉主任餘波

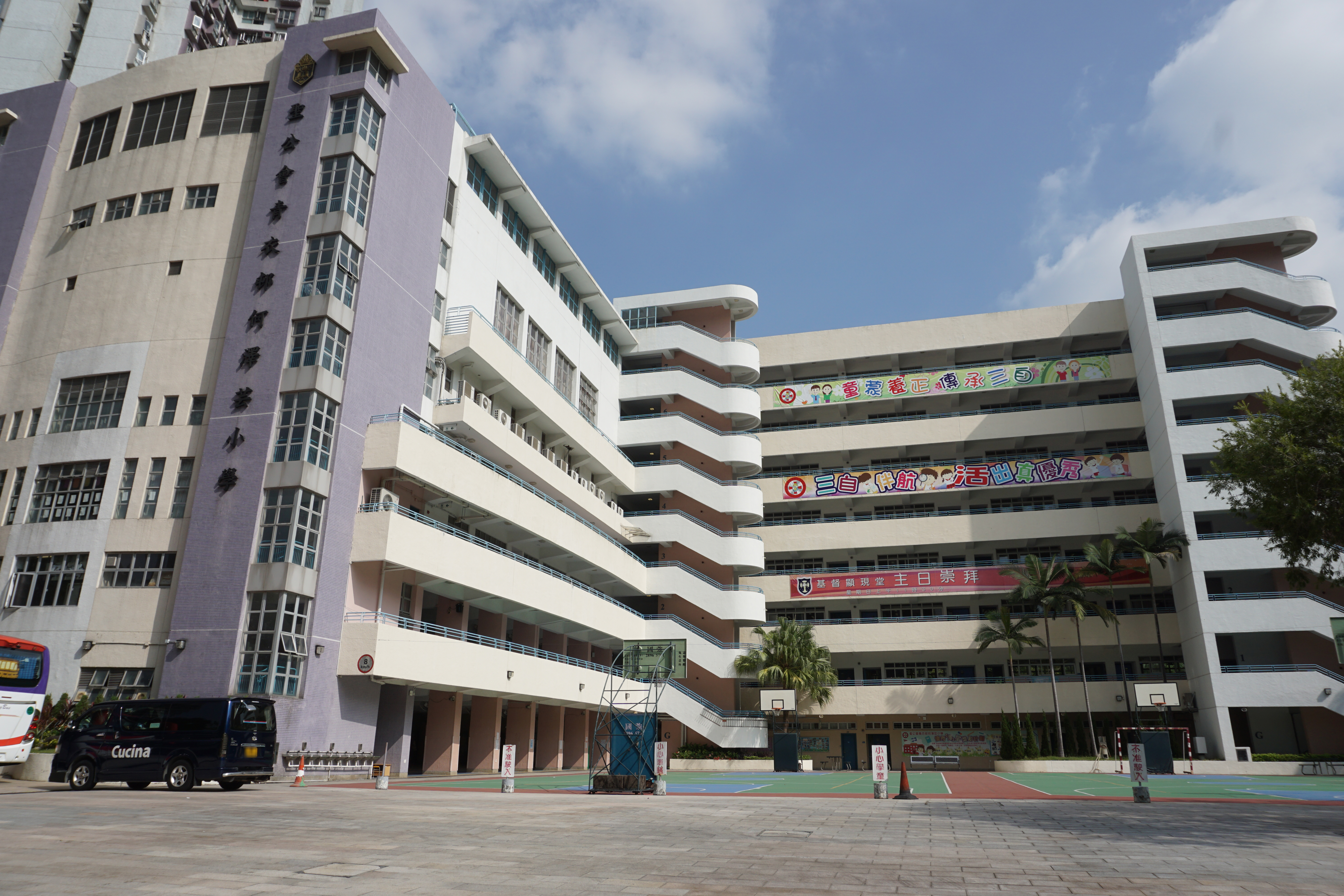
2017年的聖公會青衣邨何澤芸小學

在2019年4月時，選舉事務處公佈在廉政公署調查2016年香港立法會選舉期間揭發設於葵青區屬新界西選區的聖公會青衣邨何澤芸小學票站遺失選民登記冊，而冊內載有約八千名偉盈選區選民的資料。政制及內地事務局表示已指示該處向個人資料私隱專員公署報案，雖然局方強調未有證據顯示選民資料外洩，但不論選舉管理委員會、建制派及民主派均嚴重斥責事件，而朱凱廸、鄭松泰及莫乃光均認為事件在兩年後才曝光涉及官員蓄意隱瞞。政制及內地事務局局長聶德權在立法會上指他與時任局長譚志源與兩任總選舉事務主任李柏康和黃思文均是在事件曝光後才知悉，令責任被視為落在該選區的時任選舉主任羅應祺身上。選管會最終就事件作獨立調查並發表報告，報告認為羅擔任的選舉主任在事故中並不存在角色，而黃亦被發現早在2018年1月已接獲事件報告。
2019年中開始的反對逃犯條例修訂草案運動令美国国会通過香港人權與民主法，法案要求美國聯邦政府制裁侵犯香港人權的中國及香港官員。因此，我要攬炒及香港大專學界國際事務代表團就法案發表報告，為美國提供建議制裁名單。建議名單中包括多位涉及政治审查制度的前選舉主任，而羅亦包含其中。

#### 創新及科技政策
羅應祺在調任創新及科技局首席助理秘書長後主管智慧城市辦公室的工作，而他任內支援的項目包括數碼個人身分、智能燈柱及政府啟用雲端運算和大數據等。他在2020年中升任副秘書長，轉為負責推動科研及創科市場的政策工作，以及負責管理包括創新及科技基金等多個資助基金。自此，他除了經常陪同創新及科技局局長及常任秘書長出席立法會會議回應創科發展、再工業化及資助基金管理等問題，亦曾代表政府介紹港深創新及科技園的規劃及建設工作。及後，他在2021年中獲確任首長級乙級政務官，並在同年9月10日再度獲委任為官守太平紳士。

#### 環境及生態局
環境及生態局環境科在2023年1月1日改組，羅應祺獲調任環境科出任副秘書長，負責噪音管制、空氣質素和污染，以及監督漁農自然護理署包括管理香港郊野公園在內的自然護理工作。他在任內負責推動普及新能源车，以減少能源消耗及空氣污染，並設立基金予以資助。另外，他亦負責監督紅花嶺郊野公園的設立，包括規劃及草擬法例等工作。

## 個人生活
羅應祺以長跑為興趣，屬業餘跑手。他在閒暇時會在城門河一帶跑步，而在葵青民政事務專員任內的午飯時間則偶爾會到葵涌運動場鍛鍊，更曾親自帶隊在各地跑步巡遊宣傳葵青民政事務處的長跑比賽。

## 榮譽

### 殊勳
- 官守太平紳士（J.P.）（2010年8月23日－2018年5月27日；2021年9月10日－）[24][56][71]

### 頭銜
- 羅應祺，JP（Alan Lo Ying-ki, JP，2010年8月23日－2018年5月27日；2021年9月10日－）[24][56][71]